# Chanita

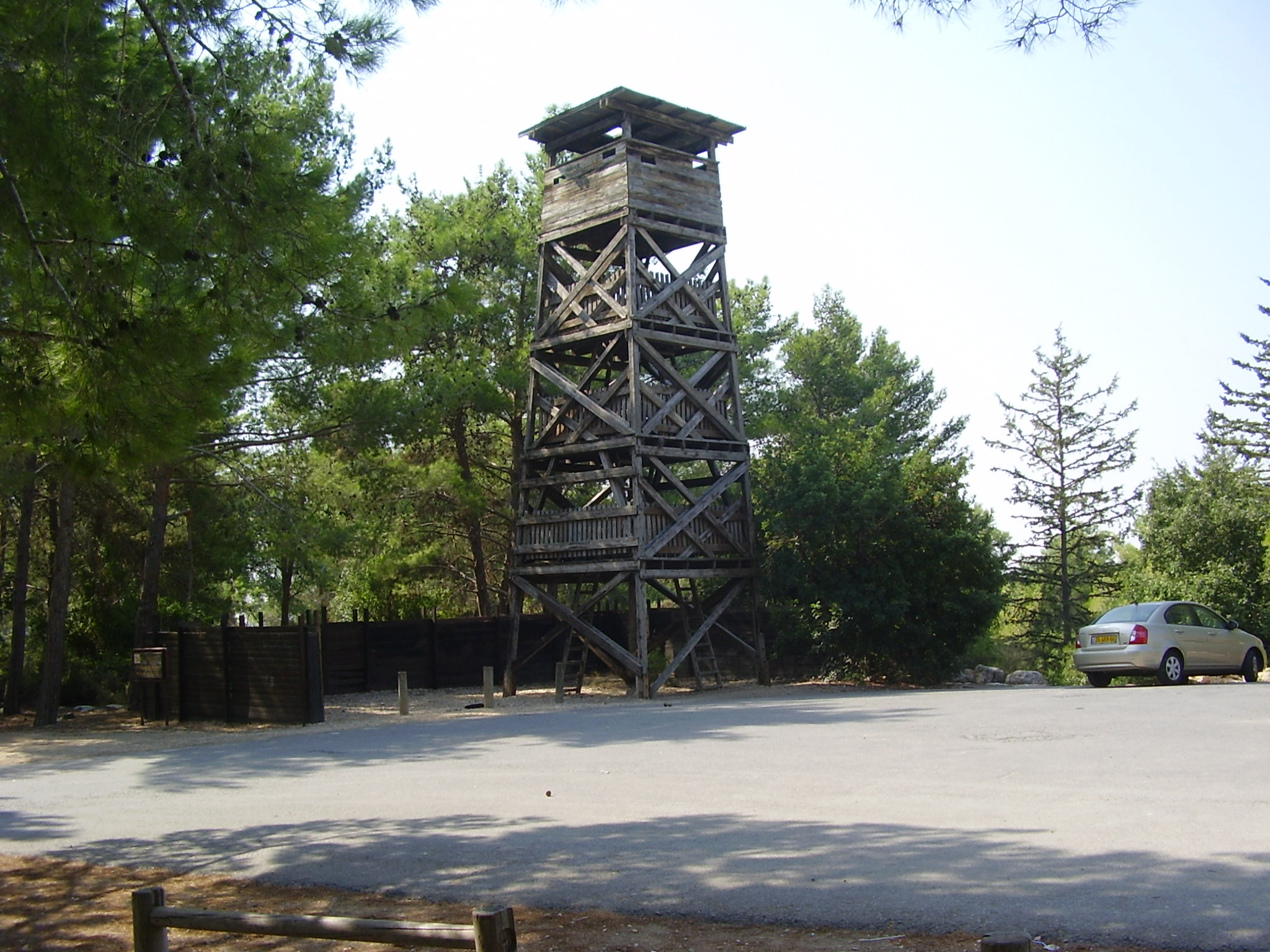
Turm in Chanita

Chanita (hebräisch חֲנִיתָה) ist ein Kibbuz, der zum Regionalverband Mateh Ascher im  Nordbezirk Israels zählt. 2018 lebten im Kibbuz 761 Menschen. Er liegt an der Stelle der antiken Stadt Chanita, auch Chanuta (חנותה), die 1878 in der Karte des Palestine Exploration Fund von C. R. Conder und Lord Kitchener als Ruine Khurbet Hanuta verzeichnet wurde.

## Geschichte
Während des Arabischen Aufstands in Palästina wurde der Kibbuz 1938 als exponierteste und wichtigste Turm-und-Palisaden-Siedlung erbaut. Sie lag im Herzen der arabisch kontrollierten Region von Nordgallilea und ihre Gründung dokumentierte den zionistischen Anspruch, jenseits der von der Peel-Kommission im Juli 1937 vorgeschlagenen und von der Jewish Agency akzeptierten Grenzen, zu siedeln. Es entstand der Mythos der Siedler und Kämpfer, die durch den arabischen Aufstand gestärkt wären. 1942 wurde dazu die Oper Dan the Guard in Tel Aviv aufgeführt.
Im Ort wohnten folgende Personen:
- Matti Caspi (מתי כספי), Komponist, Musiker und Sänger
- Eliʿeser Ben Rafael (אליעזר בן־רפאל), Soziologe und Anthropologe
- Moscheh Dajjan (משה דיין), Außenminister Israels
- Jigʾal Allon (יגאל אלון), Außenminister Israels